# ニーシャ・アグルワール
ニーシャ・アグルワール（Nisha Aggarwal、1989年10月18日 - ）は、インドのテルグ語映画、タミル語映画、マラヤーラム語映画で活動する女優、モデル。姉は同じく女優のカージャル・アグルワール。

## キャリア

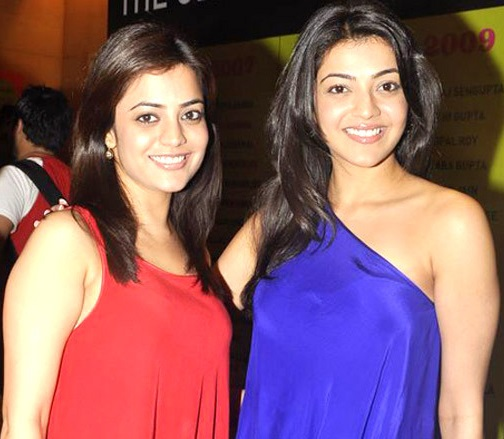
カージャル、ニーシャ姉妹

2010年後半、カージャルは妹ニーシャがテルグ語映画で女優デビューすることを公表した。女優デビューのきっかけは、映画監督のサンパティ・ナンディがニーシャの写真が載っている雑誌を見たことであり、デビュー作『Yemaindi Ee Vela』は興行的な成功を収めた。ニーシャの演技も批評家から高い評価を得ている。2011年公開の『Solo』では医学部生を演じ、「ニーシャの演技の才能は映画の後半、特にクライマックスで証明されている」と評価された。
2012年公開の『Ishtam』でタミル語映画デビューしたが、同作は興行的に失敗している。2013年に『Sukumarudu』でアーディ、バヴナ・ルパレルと共演した。同年6月には『Saradaga Ammayitho』に出演し、『Yemaindi Ee Vela』で共演したヴァルン・サンデーシュと再び共演している。2014年には『Bhaiyya Bhaiyya』に出演してマラヤーラム語映画デビューした。同年12月に『Cousins』に出演している。

## フィルモグラフィ
- Yemaindi Ee Vela（2010年） - アヴァンティカ
- Solo（2011年） - ヴァイシュナヴィ
- Ishtam（2012年） - サンディア
- Sukumarudu（2013年） - サンカリ
- Saradaga Ammayitho（2013年） - ギータ
- Bhaiyya Bhaiyya（2014年） - エンジェル
- Cousins（2014年） - マリカ